# Verbascum diversifolium
Verbascum diversifolium är en flenörtsväxtart som beskrevs av Ferdinand von Hochstetter. Verbascum diversifolium ingår i släktet kungsljus, och familjen flenörtsväxter. Inga underarter finns listade i Catalogue of Life.